# Pierre Charles Le Monnier
Pierre Charles Le Monnier, (ou Lemonnier) (Paris, 20 de novembro de 1715 — Bayeux, 3 de abril de 1799) foi um astrônomo francês.
Ele se tornou membro da Royal Society em 5 de abril 1739, e também da Academia de Ciências da Prússia em 29 de janeiro de 1745.
A cratera lunar Le Monnier foi nomeada em sua honra.

## Principais publicações
- Histoire céleste, 1741
- Théorie des comètes, 1743
- Institution astronomique, 1746
- Nouveau zodiaque, 1755
- Observations de la lune, du soleil, et des étoiles fixes, 1751–1775
- Loix du magnétisme, 1776-1778
- Astronomie nautique lunaire, 1771
- Essai sur les marées, 1774